# Mesogonia brevicorne
Mesogonia brevicorne är en insektsart som beskrevs av Young 1977. Mesogonia brevicorne ingår i släktet Mesogonia och familjen dvärgstritar. Inga underarter finns listade i Catalogue of Life.